# Empis namaqua
Empis namaqua är en tvåvingeart som beskrevs av Smith 1969. Empis namaqua ingår i släktet Empis och familjen dansflugor. Inga underarter finns listade i Catalogue of Life.